# El Llano (ort i Honduras)
El Llano är en ort i Honduras.   Den ligger i departementet Departamento de Cortés, i den västra delen av landet, 140 km nordväst om huvudstaden Tegucigalpa. El Llano ligger 53 meter över havet och antalet invånare är 1 923.
Terrängen runt El Llano är kuperad österut, men västerut är den platt. Runt El Llano är det ganska glesbefolkat, med 38 invånare per kvadratkilometer. Närmaste större samhälle är Santa Rita, 5,5 km norr om El Llano. Omgivningarna runt El Llano är en mosaik av jordbruksmark och naturlig växtlighet.